# Жасмоновая кислота
Жасмо́новая кислота́ (распространённое международное обозначение JA — от англ. jasmonic acid) — растительный гормон из класса жасмонатов.
Сложные эфиры и соли жасмоновой кислоты называют жасмонаты, например, биологически важный метиловый эфир — метилжасмонат.
Биосинтез жасмоновой кислоты в растениях осуществляется из α-линоленовой кислоты.
Жасмоновая кислота принимает участие в регуляции таких процессов роста растений, как замедление роста, старение и опадание листьев. Также жасмоновая кислота способствует формированию клубней, корнеклубней и луковиц, например, у картофеля, батата и лука.
Один из регуляторов закрытия ловушек насекомых у хищных растений, например, у венериной мухоловки (Dionaea muscipula).
Жасмоновая кислота у растений играет важную роль в заживлении повреждений тканей.
Жасмоновая кислота в биохимических реакциях превращается в различные производные, например, эфиры — метилжасмонат, которые далее могут химически соединяться с аминокислотами.